# Odorrana wuchuanensis
Odorrana wuchuanensis là một loài ếch trong họ Ranidae. Nó là loài đặc hữu của Trung Quốc.
Các môi trường sống tự nhiên của chúng là sông, karst nội địa, và hang. Nó gần như đã tuyệt chủng.